# هادسن (کارولینای شمالی)
هادسِن (به انگلیسی: Hudson) شهری در ایالت کارولینای شمالی کشور ایالات متحده آمریکا است که جمعیت آن در سرشماری سال ۲۰۱۰ میلادی، ۳٬۷۷۶ نفر بوده‌است.